# Paracyathus stokesii
Paracyathus stokesii är en korallart som beskrevs av Milne Edwards och Jules Haime 1848. Paracyathus stokesii ingår i släktet Paracyathus och familjen Caryophylliidae.
Artens utbredningsområde är Indiska oceanen. Inga underarter finns listade i Catalogue of Life.